# Cimetière militaire allemand d'Andechy
Le cimetière militaire allemand d'Andechy est un cimetière militaire de la Première Guerre mondiale, situé sur le territoire de la commune d'Andechy, dans le département de la Somme.

## Localisation
Le cimetière allemand est situé sur la R. D. 54 entre les villages d'Andechy et d'Erches, à quelques kilomètres de la R. D. 934 et à environ 5 kilomètres au nord-ouest de Roye.

## Caractéristiques
Ce cimetière militaire a été créé par l’État français. Il rassemble les corps de 2 251 soldats allemands morts entre mars et juillet 1918, lors de l'offensive allemande en Picardie. Les tombes sont matérialisées par des croix en métal.

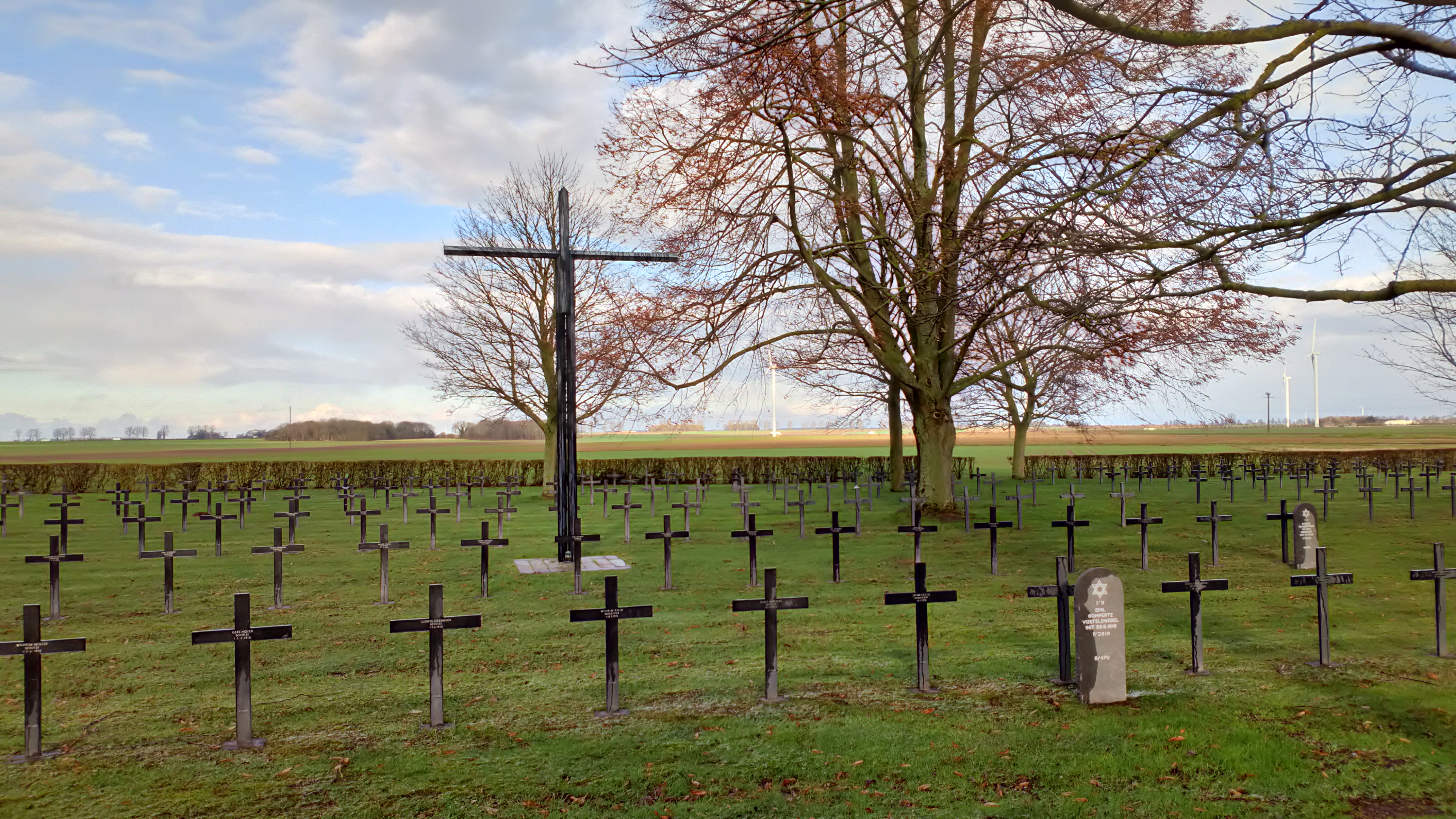